# Сучасна монетарна теорія
Сучасна монетарна теорія, або сучасна грошова теорія (часто скорочено: ММТ від англ. Modern Monetary Theory), неохарталізм, — неортодоксальна макроекономічна теорія, відгалуження посткейнсіанства, для якого центральним є аналіз грошової системи. На відміну від неокласичних економічних теорій, у яких банкам не надається значна роль в економіці, сучасна монетарна теорія наголошує роль банків як інституцій, які відповідальні за створення більшої частини грошової маси у вигляді кредитів. В цій теорії використовується метод подвійного бухгалтерського обліку, за допомогою якого аналізується створення кредитів, інструменти центрального банку та фіскальні операції. Наріжними каменями для теорії є так зване ендогенне кредитування або створення грошей, згідно з яким банки надають кредит під заставу, не вдаючись до заощаджень, а також теорія Георга Фрідріха Кнаппа, відома як харталізм, згідно з якою держава вперше вносить гроші в обіг перш ніж він знищить їх податками. Важливими для сучасної грошової теорії є також роботи Вайна Годлі про поділ галузей економіки на державні, приватні (домогосподарства і підприємства) і зовнішні (решта світу), а також функціональні фінанси А. Лернера.
В сучасній монетарній теорії значна увага приділяється відмінностям у значенні боргів приватного та державного секторів економіки. Згідно з теорією, значна заборгованість держави у власній валюті перед своїми громадянами не призводить до негативних наслідків і слугує стимулом для економіки (критики сучасної монетарної теорії висловлюють занепокоєність, що зростання грошової маси може призводити до інфляції та навіть гіперінфляції). Натомість заборгованість привітних осіб та підприємств призводить до зменшення інтенсивності економічної діяльності і швидкості обігу грошей оскільки значна частина прибутків має бути спрямованою на обслуговування боргу.
Сучасна монетарна теорія привернула до себе увагу через значну заборгованість розвинених країн після світової фінансової кризи 2008 року. Аргументом на користь теорії наводиться досвід Японії, яка має рекордну суму боргу у власній валюті, що не призвело до значної інфляції.
Провідними представниками сучасної монетарної теорії є Воррен Мослер, Білл Мітчелл, Рендал Рей, Стефані Келтон, Павліна Чернева, Джеймс Гелбрейт, і Майкл Гадсон. Також до цієї економічної школи зараховують Скота Фулвайлера, Фаделя Кабуба, Мет'ю Форстатера, а також європейських економістів Дірка Ентса, Андреа Терці та Пауля Штайнгардта. Багато з цих економістів працюють або працювали у Коледжі Барда в Нью-Йорку або в Університеті Міссурі в Канзас-Сіті.